# Ishikawatrechus
Ishikawatrechus is een geslacht van kevers uit de familie van de loopkevers (Carabidae). De wetenschappelijke naam van het geslacht is voor het eerst geldig gepubliceerd in 1950 door Habu.

## Soorten
Het geslacht Ishikawatrechus omvat de volgende soorten:
- Ishikawatrechus cerberus Ueno, 1957
- Ishikawatrechus hayashii Ueno, 1999
- Ishikawatrechus humeralis Ueno, 1957
- Ishikawatrechus intermedius Ueno, 1957
- Ishikawatrechus ishiharai Ueno, 1994
- Ishikawatrechus ishikawai Ueno, 1951
- Ishikawatrechus kusamai Ueno, 1999
- Ishikawatrechus longipes Ueno, 1992
- Ishikawatrechus murakamii Ueno, 1997
- Ishikawatrechus nipponicus Habu, 1950
- Ishikawatrechus obliquatus Ueno, 1997
- Ishikawatrechus ochii Ueno, 1996
- Ishikawatrechus professoris Ueno, 1999
- Ishikawatrechus riozoi Ueno, 1999
- Ishikawatrechus robustior Ueno, 1997
- Ishikawatrechus squamosus Ueno, 1997
- Ishikawatrechus subtilis Ueno, 1957
- Ishikawatrechus uozumii Ueno, 1951
- Ishikawatrechus yosiianus Ueno, 1999